# Prototipi di Starship
La Starship un progetto di un veicolo spaziale completamente riutilizzabile, in fase di sviluppo e finanziato dall'azienda statunitense SpaceX, il cui obiettivo è sia per il trasporto umano verso Marte che per altre destinazioni all'interno del Sistema Solare ed il conseguente ritorno sulla Terra.
La SpaceX ha iniziato lo sviluppo del motore a razzo Raptor per la Starship prima del 2014. Il CEO di SpaceX, Elon Musk ha svelato i dettagli del progetto il 27 settembre 2016 all'International Astronautical Congress, esponendo i piani della compagnia che prevedevano il primo volo verso Marte senza equipaggio nel 2022, seguito nel 2024 dal primo volo con equipaggio.

## Prototipi di Starship

### Prototipo SN1
Nel gennaio 2020, SpaceX ha eseguito test di pressurizzazione su due serbatoi di prova a Boca Chica. Uno di questi test ha avuto luogo il 10 gennaio 2020, quando un serbatoio di prova è stato intenzionalmente distrutto per pressione eccessiva; il serbatoio ha raggiunto una pressione di 7,1 bar prima che si distruggesse. Successivamente, un altro serbatoio di prova è stato sottoposto ad almeno due prove di pressurizzazione; nel primo esperimento, lunedì 27 gennaio 2020, il serbatoio di prova ha resistito a una pressione di 7,5 bar prima di far scattare una perdita. Nei giorni successivi, la perdita è stata saldata e il serbatoio è stato sottoposto nuovamente ad un test di pressione criogenica il 28 febbraio 2020, quando il serbatoio è stato intenzionalmente pressurizzato fino alla rottura e alla distruzione alla pressione di 8,5 bar, rivelando così un errore di progettazione nella struttura di spinta del serbatoio inferiore. Il test è stato comunque considerato un successo nonostante la distruzione del serbatoio, poiché la pressione ha raggiunto, 8,5 bar, il serbatoio ha dimostrato un fattore di sicurezza di 1,4 (1,4 volte la pressione di esercizio).

### Prototipi SN2 e SN3

#### SN2
L'SN2 consisteva in un piccolo serbatoio con lo scopo di testare il disco di spinta, simulando la pressione del motore con un martinetto idraulico. Completati e superati i test criogenici su SN2 (8 marzo 2020), il team a Boca Chica costruì e testò il terzo prototipo completo (SN3). 

#### SN3
Il prototipo SN3 si distrusse durante i test del 3 aprile 2020. La causa dell'errore fu nella configurazione di prova. I serbatoi di ossigeno liquido alloggiati nella parte inferiore del prototipo sono stati pressurizzati con azoto liquido al fine di mantenerli pressurizzati e strutturalmente in grado di sopportare il peso dei serbatoi di metano pieni sottoposti a test. Inavvertitamente venne comandata l'apertura di una valvola, che fece ridurre la pressione all'interno del serbatoio con conseguente guasto strutturale che fece sbriciolare la struttura del prototipo sotto il peso dei pesanti serbatoi di metano.

### Prototipo SN4
Il prototipo SN4 è il primo a passare i test a pressione criogenici, con un test di Wet Dress Rehearsal (WDR) e due test di accensione statica effettuati con successo il 5 e il 6 maggio 2020. Ulteriori test criogenici ad alta pressione (7.5 bar) sono stati superati il 10 maggio, e un'ulteriore accensione statica è stata effettuata il 19 maggio con un diverso Raptor rispetto al test precedente. Dopo circa 90 secondi dalla terza accensione statica avvenuta con successo il 29 maggio, le vibrazioni generate dal motore fecero allentare le tubazioni del metano dello stesso provocando una perdita che si incendiò e si prorogò fino al serbatoio facendolo esplodere. L'incendio ha causato danni significativi alla base del prototipo e ha distrutto il cablaggio di controllo, lasciando SpaceX incapace di comandare la depressurizzazione dei serbatoi di carburante per due giorni.

### Prototipo SN5 e SN6

#### SN5
Nel mese di aprile 2020 iniziò la costruzione di SN5 all'interno del VAB. Il 24 giugno il prototipo fu spostato dal VAB al PAD, il giorno successivo fu sollevata e fissata sul cavalletto di sostegno. Il 1º luglio iniziarono i test di pressurizzazione a temperature criogeniche. Il 3 luglio arrivò al PAD il Raptor RSN 25 che venne successivamente montato sul prototipo, successivamente il 9 luglio venne installata la massa che simulò la presenza del NoseCone. Il 30 luglio fu effettuato con successo lo Static Fire del Raptor RSN 25 installato sul prototipo, il giorno successivo effettuò un ulteriore Static Fire con successo in seguito ai test criogenici. Il 5 agosto SN5 effettuò un volo di 150 metri, decollando e atterrando perfettamente su una piattaforma poco distante, divenendo così il primo prototipo ad effettuare con successo un volo di 150 metri. In un tweet pubblicato dopo il lancio, Elon Musk riferì che le gambe di atterraggio nella versione 1.1 saranno più lunghe del 60% di quelle utilizzate nel primo volo, mentre quelle nella versione 2.0 saranno ancora più lunghe e ampie, in maniera simile a quelle del Falcon 9, ma capaci di atterrare su superfici dissestate. 

#### SN6
Il 14 giugno 2020 iniziò l'assemblaggio di SN6 all'interno del VAB. L'11 agosto SN6 fu trasportato dal VAB al PAD e installato sul cavalletto il giorno successivo, Il 16 agosto, SN6, effettuò un test di pressurizzazione a temperature criogeniche e il successivo 18 agosto fu trasportato al pad il motore Raptor RSN 29 che fu installato nei giorni successivi. Il 23 agosto fu eseguito il primo Static Fire con il Raptor RSN 29, e il giorno successivo ne fu eseguito un altro. Il 24 agosto in cima ad SN6 fu installato il Simulatore di massa che simulò la presenza del NoseCone. Il 3 settembre SN6 fu il secondo prototipo ad effettuare con successo un volo di 150 metri. Il 6 gennaio 2021 iniziò lo smantellamento di SN6, chiaramente destinato a essere riciclato.

### Prototipi SN7 - SN7.1 - SN7.2

#### SN7
Contemporaneamente ai test effettuati su veicoli completi, SpaceX avviò anche la sperimentazione su prototipi di serbatoio. L'SN7 fu il primo serbatoio sperimentale realizzato per passare all'acciaio inossidabile di tipo 304L dall'acciaio inossidabile di tipo 301 utilizzato per i prototipi precedenti. Il 12 Giugno 2020 il serbatoio fu portato alla zona di test, e il 15 giugno fu eseguito un test di resistenza criogenica distruttivo, il serbatoio raggiunse una pressione di 7,6 bar prima che incominciasse a perdere. La perdita causò solo un danno limitato, relativo a uno scoppio, e fu riparata nei giorni successivi. In un tweet pubblicato poco dopo le prove, Musk affermò che SpaceX stava sviluppando una nuova lega ancora più efficiente. Il 23 giugno 2020 il serbatoio venne sottoposto ad ulteriori test distruttivi, testandolo fino alla sua distruzione.

#### SN7.1
L'SN7.1 fu un ulteriore prototipo di serbatoio simile all'SN7, costruito in acciaio AISI 304L a partire da agosto 2020 e testato fino alla distruzione avvenuta il 23 settembre 2020. Questo prototipo fu posto sopra il pad di test e messo sotto pressione dal “Thrust Simulator”, un sistema di cilindri che simula la spinta dei motori, per testare la tenuta del vano motore costruito col nuovo acciaio AISI 304L. Per testare la resistenza del serbatoio, fu chiusa la valvola di sfogo dell’azoto liquido, e la pressione del gas criogenico all’interno del serbatoio fu fatta salire fino al cedimento strutturale. Al contrario del predecessore questa versione ebbe una vita più lunga superando molti più test.

#### SN7.2
L'SN7.2 è un ulteriore prototipo di serbatoio simile all'SN7.1, anch'esso costruito interamente in acciaio AISI 304L ma con uno spessore di 3 mm contro i 4 mm del prototipo precedente. Il 20 gennaio 2021 l'SN7.2 fu trasportato nella zona di test e installato su uno stand apposito per essere testato. Lo scopo di tale prototipo era quello di dimostrare la bontà delle saldature e la resistenza del nuovo serbatoio costruito con un acciaio più sottile di 1mm rispetto al predecessore. Il 26 gennaio furono condotti i primi test di pressurizzazione a temperature criogeniche, SN7.2 superò la prova senza problemi, sbuffando per quasi due ore senza mostrare segni di cedimento.
Il 15 Marzo 2021 il prototipo fu trasferito dal sito di test al sito di costruzione per motivi sconosciuti.

### Prototipo SN8
A partire da luglio 2020, prese il via la costruzione di SN8, un prototipo a essere costruito parzialmente in acciaio inossidabile 304L. Si tratta del primo prototipo a essere completo di ogiva, superfici di controllo aerodinamiche e tre motori Raptor. Le operazioni di collaudo iniziarono il 6 ottobre successivo, con tre test riguardanti la pressurizzazione dei serbatoi a temperature criogeniche compiuti anche nei giorni successivi. Il 13 ottobre, dopo i test criogenici, vengono installati i tre motori Raptor (RSN 30, RSN 32, RSN 39). L'accensione simultanea di tutti e 3 motori Raptor fu testata per gradi, arrivando così al primo static fire, il 20 ottobre 2020. A seguito del test il motore Raptor RSN 39 fu sostituito con l'RSN 36. Il primo test di accensione statica con il prototipo completamente assemblato, fu effettuato l'11 novembre con un solo motore Raptor. Il test si è ripetuto il giorno successivo con un malfunzionamento al motore (RSN 32) che ha generato il rischio d'esplosione del veicolo.
Nella notte tra giovedì 12 e venerdì 13 novembre, SpaceX ha effettuato il terzo test di accensione statica, utilizzando solamente due dei tre Raptor. Durante il test, tuttavia, come spiegato successivamente in un tweet da Elon Musk, la martyte (una resina epossidica a base ceramica utilizzata per proteggere il pad dalle alte temperature) si ruppe e alcuni dei frammenti scagliati in aria recisero i cavi dell’avionica danneggiandolo il Raptor RSN 32, con il conseguente rischio di esplosione dell'header tank, evitato grazie all'entrata in funzione del disco di rottura, un disco di metallo progettato per rompersi ad un determinato livello di pressione, permettendo lo sfiato del serbatoio e facendo rientrare il problema. Il 14 novembre il Raptor RSN 32 fu sostituito con l'RSN 42.
Nella notte del 25 novembre fu svolto un ulteriore test di accensione statica, utilizzando tutti e 3 i motori Raptor. Questo nuovo static fire servì per confermare la risoluzione dei problemi presentatosi tra il 12 e il 13 novembre, che impedirono il volo programmato per la settimana successiva, inoltre fu testato anche il corretto funzionamento dell'header tank (il serbatoio supplementare dell’ossigeno posto cima al razzo). 
Superati con successo tutti i test, la quota di volo del prototipo, fu portata da 15 Km a 12,5 km, e per evitare conseguenze impreviste fu installato a bordo del prototipo il Flight Termination System, due piccole cariche esplosive per distruggere il razzo.
L'obiettivo del test di volo, inizialmente previsto per l'8 dicembre, era quello di verificare la capacità dei motori Raptor, testare i movimenti delle ali e la manovra di capovolgimento denominata “Belly-Flop", con il relativo trasferimento di alimentazione dei motori dai serbatoi principali agli header tank (sim1, sim2). La probabilità di completo successo del test erano, secondo Elon Musk del 30%.

#### Decollo e Atterraggio
Il 9 dicembre 2020 alle 23:45 (ora Italiana) il prototipo SN8 decollò senza problemi dal PAD A, durante l'ascesa i 3 motori Raptor (RSN 30, RSN 36 e RSN 42) vennero spenti in sequenza per rallentare l'ascesa stessa. Raggiunta la quota di 12.5 Km fu spento l'ultimo motore Raptor, Starship ha eseguito la manovra chiamata Belly Flop con l'ausilio del utilizzando il Reaction Control System e i flap, posizionandosi parallelamente al terreno iniziando una caduta libera, e i computer di bordo condussero la Starship verso il pad di atterraggio utilizzando solamente le ali. 
Il test dimostrò con successo la capacità di decollo, salita, trasferimento di alimentazione, l'esecuzione della manovra di capovolgimento e il preciso controllo delle quattro ali per l'atterraggio. Tuttavia il prototipo esplose a contatto con il suolo.

#### Causa dell'esplosione

Panorama dei rottami del prototipo SN8 dopo il fallito atterraggio, 10 dicembre 2020

La bassa pressione nell’header tank di testa, non garantì la corretta alimentazione dei motori nell’ultima fase di rientro nella quale dovevano riaccendersi due dei tre Raptor. Dopo la manovra di capovolgimento, un Raptor si spense secondo i piani, ma il rapporto non ottimale tra ossigeno e metano causato dalla bassa pressione dell'header tank del metano causò una temperatura elevata in camera di combustione che danneggiò l’ugello del motore. Il calore generato rimosse lo strato protettivo di inconel esponendo i canali in rame per il raffreddamento dell'ugello, dando vita alla fiamma di colore verde, seguita subito dopo dall’esplosione della Starship, che fortunatamente non danneggiò nessuna struttura vicina. Il test fu considerato ampiamente positivo, permettendo il raccoglimento di numerosi dati per i test successivi. Musk commentò il successo del test con un tweet "Marte, stiamo arrivando.".

### Prototipo SN9

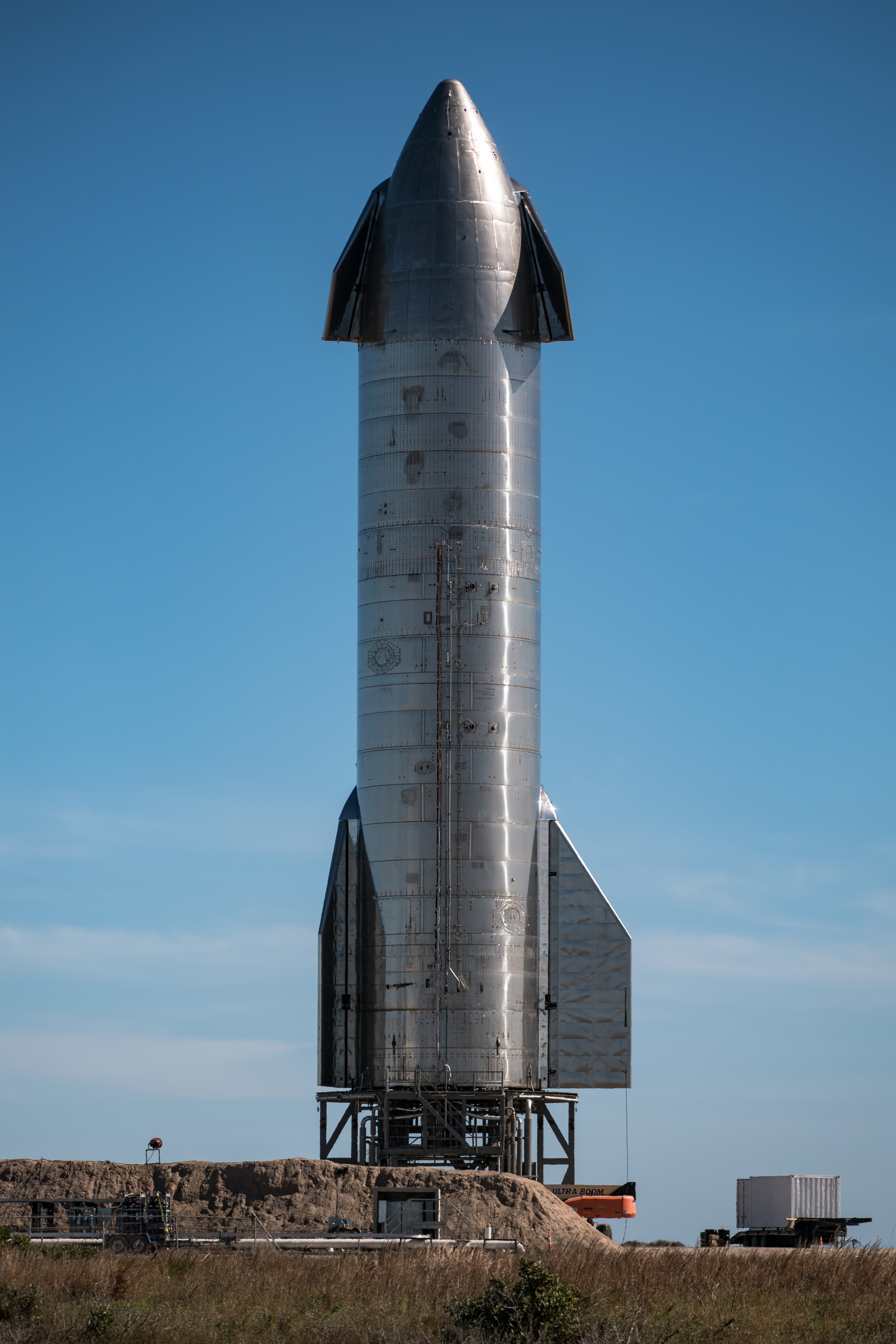
SN9 posizionata sul pad di lancio B, con un'ala inferiore aperta

A partire da settembre 2020, prese il via la costruzione di SN9, il secondo prototipo ad essere completamente assemblato, e il primo prototipo ad essere costruito totalmente in acciaio inossidabile 304L, inoltre fu il primo prototipo a essere completamente costruito presso l'hangar di costruzione situato nel sito di Boca Chica. SN9 è il "gemello" dell'SN8 ma, come riferito da Musk, presenta piccole migliorie inerenti al cablaggio, alla maturità dei motori, alla qualità e robustezza delle saldature e alle piastrelle protettive poste all'esterno più piccole rispetto a quelle di SN 8. L’ultima grande differenza tra SN8 e SN9, riguarda dei serbatoi COPV aggiuntivi. Essi sono dei piccoli serbatoi di Elio, necessari alla pressurizzazione degli header tank, inseriti all’interno della parte inferiore della Starship.
L'11 dicembre il supporto all'interno dell'High Bay sul quale era posizionato SN9 cedette, causando l'inclinamento di SN9 che si appoggiò alle pareti dell'edificio che ne frenarono e impedirono la caduta. Nella notte tra il 12 e il 13 dicembre iniziarono le attività per rimettere SN9 in verticale, una volta riposizionato in verticale fu constatato che il danno era limitato a una delle due alette dell’ogiva di SN9 che si accartocciò durante l'impatto con l'High Bay. Nei giorni successivi l'aletta fu sostituita con una delle alette costruite per i prototipi successivi. A seguito delle riparazioni cominciarono le operazioni di Roll-Out, il 22 dicembre il prototipo cominciò il suo lento cammino verso la piattaforma di lancio, giunto a destinazione, fu sollevato e posizionato sul Pad B. Il 24 dicembre i tecnici di SpaceX installarono il terzo motore Raptor RSN 49 sul prototipo.
Il 6 gennaio 2021 fu effettuato uno Static Fire Test. Con questo test SpaceX confermò che la Starship era in buone condizioni, e che l'incidente avvenuto l'11 dicembre non arrecò gravi danni al prototipo. Nella giornata del 13 gennaio furono effettuati altri tre Static Fire Test, tutti con esito positivo, ma durante questi test i Raptor RSN 42 e 44 si danneggiarono e fu necessaria la loro sostituzione. SpaceX in seguito alla sostituzione dei due Raptor guasti, tentò per due giorni consecutivi di effettuare uno Static Fire di validazione, ma tutti i tentativi abortirono prima dell’accensione. I successivi Static Fire si tennero il 21 e il 22 gennaio e l'esito fu positivo. Il 24 gennaio in vista del lancio su SN9 fu installato il Flight Termination System (FTS). 
SpaceX aveva fissato il decollo di SN9 era inizialmente stato fissato per il 28 gennaio, e per tale motivo tutti i residenti di Boca Chica furono fatti evacuare, e furono chiuse strade e spiagge. Intorno alle 15:00 (ora Italiana) cominciò il carico del propellente ma poco dopo le 17:45 la Federal Aviation Administration (FAA) ritirò il permesso di volo a SpaceX. Nonostante il ritiro del permesso di volo, il carico del propellente continuò in quanto Elon Musk stava cercando di ottenere un nuovo permesso dalla FAA per lo stesso giorno. 
Alle 22:00 la FAA affermò che erano al lavoro con SpaceX per “risolvere i problemi di sicurezza in sospeso prima di approvare il permesso al volo“, successivamente alle 23:00 ai residenti di Boca Chica fu permesso di rientrare al villaggio. Il giorno successivo intorno alle 12:00 (ora Italiana) fu ritirato anche il permesso di lancio approvato come backup. Dopo molte ipotetiche date per il volo di SN9, la FAA rilasciò il permessi di volo per il giorno 2 febbraio 2021.

#### Decollo e Atterraggio
Il 2 febbraio 2021 alle 21:27 (ora Italiana) il prototipo SN9 decollò senza problemi dal PAD B, durante l'ascesa i 3 motori Raptor (RSN 45, RSN 48 e RSN 49) sono stati spenti in sequenza per rallentare l'ascesa stessa. Raggiunta la quota di 10 Km fu spento l'ultimo motore Raptor, Starship ha eseguito la manovra chiamata Belly Flop con l'ausilio del utilizzando il Reaction Control System e i flap, posizionandosi parallelamente al terreno iniziando una caduta libera, e i computer di bordo condussero la Starship verso il pad di atterraggio utilizzando solamente le ali.
Per effettuare l'atterraggio e passare dalla posizione orizzontale a quella verticale, furono riaccesi solo due motori Raptor lasciando chiuse le due ali inferiori e aprendo in posizione di decollo quelle superiori. Anche SN9 esattamente come il predecessore SN8, dimostrò con successo la capacità di decollo, salita, trasferimento di alimentazione, l'esecuzione della manovra di capovolgimento ( Belly Flop ) e il preciso controllo delle quattro ali per l'atterraggio. Tuttavia il prototipo esplose a contatto con il suolo.

#### Causa dell'esplosione
Durante la fase di rientro uno dei due motori si spense quasi subito impedendo di compensare la rotazione della manovra e impedendo di far rimanere il prototipo in verticale, e di conseguenza impattò in modo quasi parallelo e ad alta velocità contro il PAD di atterraggio esplodendo.
Si ipotizza che la causa del malfunzionamento del motore Raptor che fece schiantare il prototipo contro il pad di atterraggio, sia stato dovuto a problemi nella pressione delle linee di rifornimento, come per lo schianto di SN8, oppure ad un guasto del motore stesso.

### Prototipo SN10
A partire da settembre 2020, prese il via la costruzione di SN10, il terzo prototipo ad essere completamente assemblato, e il secondo prototipo ad essere costruito totalmente in acciaio inossidabile 304L, inoltre fu il secondo prototipo a essere completamente costruito presso l'hangar di costruzione situato nel sito di Boca Chica. SN10 è il "gemello" dell'SN9 ma presenta delle differenze inerenti alle piastrelle protettive. Su questo prototipo erano presenti più mattonelle termiche rispetto ai prototipi precedenti, fissate in quattro punti diversi con diverse dimensioni, in modo da testare con più facilità i metodi per fissare tali piastrelle.
Il 29 gennaio 2021 fu trasferito nel sito di lancio, contemporaneamente alla presenza del prototipo SN9. Questo prototipo a differenza di SN9 è stato trasportato al pad di lancio privo di motori, in un tweet Musk dichiarò che i motori sarebbero stati installati solo a seguito di un Pressure Test a temperature criogeniche.
Il 2 febbraio fu installato il primo motore Raptor RSN 51, successivamente tra il 5 e il 6 febbraio furono installati i Raptor RSN 50 e RSN 39
L’8 febbraio venne effettuato il primo test di pressurizzazione dei serbatoi a temperature criogeniche con azoto liquido, il quale fu superato senza problemi.
Il 24 febbraio venne effettuato il primo Static Fire, durante il quale vennero riscontrate delle anomalie a uno dei Raptor, il quale fu sostituito il giorno dopo con il RSN 56. La sostituzione del motore richiese solo solo 24, e il 26 febbraio venne ripetuto lo Static Fire, che venne superato senza problemi, ottenendo così i permessi dalla Federal Aviation Administration (FAA) per effettuare l'Hop. 
Il 28 febbraio i tecnici di SpaceX installarono il Flight Termination System (sistema di aborto del volo) su SN 10, e il 2 marzo in attesa di effettuare l'hop, vennero effettuati dei test sugli Reaction Control System (RCS).

#### Decollo e Atterraggio
Il 3 marzo 2021 alle 21:15 (ora Italiana) il decollo venne abortito a soli T - 0.00.1 a causa di un eccesso di spinta in uno dei motori, che eccedette di poco il limite (conservativo) che la SpaceX si autoimpose. Dopo aver svuotato e ricaricando il propellente il 4 marzo alle 00:15 (ora italiana) il prototipo SN10 decollò senza problemi dal PAD A, durante l'ascesa i 3 motori Raptor (RSN 39, RSN 51 e RSN 56) vennero spenti in sequenza per rallentare l'ascesa stessa. Raggiunta la quota di 10 Km fu spento l'ultimo motore Raptor, e Starship eseguì la manovra chiamata Belly Flop con l'ausilio dei Reaction Control System e i flap, posizionandosi parallelamente al terreno, iniziando la caduta libera. I computer di bordo condussero la Starship verso il pad di atterraggio utilizzando solamente le ali.
Per effettuare l'atterraggio e passare dalla posizione orizzontale a quella verticale, su SN10 a differenza di SN9 furono riaccesi tutti i motori Raptor, lasciando chiuse le due ali inferiori e aprendo in posizione di decollo quelle superiori. Anche SN10 esattamente come i predecessori SN9 e SN8, dimostrò con successo la capacità di decollo, salita, trasferimento di alimentazione, l'esecuzione della manovra di capovolgimento (Belly Flop) e il preciso controllo delle quattro ali per l'atterraggio. Dopo aver rallentato la discesa, vennero spenti due dei tre Raptor, facendo concludere l'atterraggio con l'ausilio di un solo Raptor. Il 4 marzo 2021 alle ore 00:22 (ora italiana), SN10 toccò il suolo in modo controllato ma a velocità troppo elevata rimbalzò leggermente a contatto con il pad prima di fermarsi in modo definitivo ma leggermente inclinato, divenendo così il primo prototipo completo ad atterrare. Tuttavia il prototipo esplose circa 5 minuti dopo l'atterraggio.

#### Causa dell'esplosione
La velocità finale all'atterraggio era leggermente troppo elevata, in quanto il motore Raptor lasciato acceso per far atterrare SN10 generò meno spinta del previsto, e per tale motivo durante l'atterraggio SN10 rimbalzò leggermente a contatto con il pad prima di fermarsi in modo definitivo. Il rimbalzo causò la chiusura delle gambe di atterraggio facendo poggiare il prototipo sul cemento direttamente con la “gonna” la quale nasconde i motori e con le ali inferiori, inoltre il rimbalzo causò importanti sollecitazioni meccaniche, le quali comportarono una perdita di Metano dal serbatoio principale. Pochi istanti dopo l’atterraggio dalla parte inferiore del prototipo uscirono delle fiamme, i tecnici di SpaceX tentarono di spegnere quelle fiamme attraverso dei cannoni antincendio comandati a distanza presenti ai bordi del pad, ma l'acqua erogata da tali cannoni non riuscì a spegnere le fiamme, le quali incendiarono i residui di metano presenti nel serbatoio facendo esplodere SN10.

### Prototipo SN11
A fine dicembre 2020, prese il via la costruzione di SN11, il quarto prototipo ad essere completamente assemblato, e il terzo prototipo ad essere costruito totalmente in acciaio inossidabile 304L, inoltre fu il terzo prototipo a essere completamente costruito presso l'hangar di costruzione situato nel sito di Boca Chica. SN11 è il "gemello" dell'SN10 ma presenta delle differenze inerenti alle piastrelle protettive. Su questo prototipo erano presenti più mattonelle termiche rispetto ai prototipi precedenti, fissate in cinque punti diversi con diverse dimensioni, in modo da testare con più facilità i metodi per fissare tali piastrelle. La costruzione fu terminata nel febbraio 2021.
Dopo aver esaminato tutti i dati raccolti con il "sacrificio" di SN10 SpaceX apportò delle migliorie Software a SN11, e successivamente il prototipo è stato trasportato dall'High Bay al PAD B l'8 marzo. Questo prototipo a differenza di SN10 è stato trasportato al pad con i 3 motori Raptor (RSN 46, RSN 47 e RSN 52) già installati.
Durante la notte del 9 marzo fu effettuato con successo il test di pressurizzazione dei serbatoi a temperatura ambientale.
Il 12 marzo venne effettuato il primo test di pressurizzazione dei serbatoi a temperature criogeniche con azoto liquido, il quale fu superato senza problemi, e fu testato anche il sistema RCS (Reaction Control System). Inoltre SpaceX tento di effettuare un nuovo Static Fire me fu abortito pochi secondi dopo l'accensione dei motori,  successivamente il 21 marzo venne eseguito un secondo test sugli RCS, il 22 marzo fu eseguito nuovamente lo Static Fire durante il quale si danneggiarono alcune piastrelle termiche.
La mattina del 24 marzo il motore Raptor RSN 46 fu smontato da SN11 e portato al sito di costruzione per essere riparato e fu nuovamente montato nella serata del 25 marzo.
Il 26 marzo fu testato nuovamente il sistema RCS, inoltre fu effettuato anche l'ultimo Static Fire Test prima del volo.

#### Decollo e esplosione
Il 30 marzo 2021 decollò con successo dal PAD B alle ore 15:00 (ora Italiana) nonostante la bassa visibilità a causa della nebbia. SN11 esattamente come i predecessori SN10, SN9 e SN8, dimostrò con successo la capacità di decollo, salita, trasferimento di alimentazione, l'esecuzione della manovra di capovolgimento (Belly Flop) e il preciso controllo delle quattro ali per l'atterraggio. Dopo 5.49 minuti di volo il prototipo esplose ad un'altitudine di circa 1km.

#### Causa dell'esplosione
Il 5 aprile 2021 in un tweet Elon Musk dichiarò la causa dell'esplosione di SN11:
Al raggiungimento della quota di 1 Km fu dato il comando per la riaccensione dei motori per la manovra di atterraggio, e al momento della riaccensione del motore Raptor numero 2 (RSN 52) nella Turbopompa si verificò una brusca combustione, con la conseguente esplosione, la quale fece esplodere l'intera Starship. 
La brusca combustione fu causata da una perdita di metano verificatosi durante l'ascesa di SN11 sul motore RSN 52, la quale si incendiò danneggiando parte dell'avionica del motore stesso.

### Prototipo SN15
I primi elementi di SN15 furono visti a novembre 2020. Il prototipo rappresenta un primo step evolutivo rispetto ai prototipi finora testati, e incorpora migliorie derivanti dalle Starship precedenti. 
Queste le principali novità note di #SN15 rispetto ai prototipi precedenti:
- Miglioramenti ai Motori Raptor
- Superficie di piastrelle termiche maggiore
- Miglioramenti all'avionica e al software
- Nuovo Thrust Puck (supporto motori)
- Nuovo design sfiato Header Tank superiore
- Nuovi agganci sul Nosecone per il sollevamento
- Nuova tipologia di saldatura in vari punti del prototipo a forma di "Y" e di "V".
- Punti di giunzione delle alette anteriori leggermente modificati
- Aggiunta antenna Starlink non presente sui prototipi precedenti
- Tubazioni disposte diversamente, e aggiunta di una tubazione nuova fino al serbatoio del metano
- Aggiunti sfiati e sensori
- Nuova copertura termica dei tubi e dei cavi.
- Ripristino della pressurizzazione autogena anche per gli Header Tank (riciclano parte dell'ossigeno e del metano per mantenere la pressione invece di usare l'elio)
- Attacco alette posteriori nettamente cambiato rispetto ai predecessori: ora è concavo, prima era convesso e più rotondeggiante.

Nel gennaio 2021 iniziarono le operazioni di assemblaggio di SN15 all'interno dell'Mid Bay, in seguito il 31 marzo 2021 la parte inferiore del prototipo fu spostato nell'High Bay per completare l'installazione con l'aggiunta del Nose Cone. I lavori di costruzione finirono al inizio di aprile 2021, e il prototipo fu trasferito e installato sul Pad A il 9 aprile privo di motori. Lo stesso giorno fu eseguito un primo presure test a temperatura ambiante.
Il 12 aprile fu eseguito il primo Presure Test a temperature criogeniche nel quale fu utilizzato il Thrust Simulator per simulare la spinta dei motori. 
Il 16 aprile furono trasportati al pad i 3 motori Raptor (SNR 54, SNR 61 e SNR 66), ma solo 2 dei motori furono installati, mentre il motore SRN 54 fu installato il 19 aprile. 
Il 23 aprile furono eseguiti ulteriori test sul prototipo. Il 26 aprile fu eseguito con successo il primo Static Fire Test, e il successivo 28 aprile fu eseguito il secondo. il 30 aprile fu installato il Flight Termination System (FTS) in vista del lancio. Il 4 maggio furono condotti i test sulle ali inferiori del prototipo e fu armato l'FTS. 

#### Decollo e atterraggio
Il test avvenne durante il 60º anniversario del primo volo suborbitale di Alan Shepard, primo americano nello spazio.
Il 5 maggio fu condotto l'ultimo test riguardante le ali superiori e iniziò il carico del propellente; infine il 6 maggio 2021 alle 00:25 (ora italiana) il prototipo decollò con successo, dopo qualche minuto in caduta libera, per ritornare in posizione verticale. La Starship SN15 ha avviato due motori Raptor, migliorando la manovra eseguita dopo il volo di SN10, la quale impattato al suolo troppo velocemente danneggiando la sua struttura, e alle 00:31 dopo 6 minuti e 8 secondi il prototipo atterrò con successo, diventando il primo prototipo a completare tutte le fasi del test senza esplodere. SN15, esattamente come i predecessori SN11, SN10, SN9 e SN8, dimostrò con successo la capacità di decollo, salita, trasferimento di alimentazione, l'esecuzione della manovra di capovolgimento (Belly Flop) e il preciso controllo delle quattro ali per l'atterraggio. 
Pochi istanti dopo l’atterraggio dalla parte inferiore del prototipo uscirono delle fiamme, esattamente come accadde con SN10, ma questa volta i tecnici di SpaceX riuscirono a spegnere le fiamme attraverso un cannone antincendio comandato a distanza presente ad un lato del pad, divenendo così il primo prototipo a sopravvivere al test di volo.

#### Test post atterraggio
Nelle ore successive all'atterraggio SN15 fu messo in sicurezza e il 7 maggio fu sollevato dal pad di atterraggio e posizionato su dei trasportatori, l'8 maggio il prototipo fu spostato verso il centro del pad e successivamente furono smontate le gambe di atterraggio, le quali risultarono leggermente danneggiate.
L'11 maggio SN15 e stata spostata dal Pad di atterraggio al Pad di lancio B.

### Elenco prototipi
| Nome  | Inizio costruzione | Fine costruzione | Stato                            | Voli | Note |
| ----- | ------------------ | ---------------- | -------------------------------- | ---- | --- |
| Mk1   | Dicembre 2018      | Novembre 2019    | Distrutto                        | 0    | Primo prototipo di Starship. Distrutto in seguito a test di pressione. |
| Mk2   | Dicembre 2018      | Novembre 2019    | Non completato                   | 0    | Prototipo realizzato nello stabilimento di Cocoa in Florida. |
| Mk3   | Dicembre 2018      | Novembre 2019    | Non completato                   | 0    | Prototipo realizzato nello stabilimento di Cocoa in Florida. |
| SN1   | Ottobre 2019       | Febbraio 2020    | Distrutto                        | 0    | In origine chiamato Mk3, fu distrutto durante un test a pressione. |
| SN2   | Febbraio 2020      | Marzo 2020       | Ritirato                         | 0    | Serbatoio di prova. |
| SN3   | Marzo 2020         | Aprile 2020      | Distrutto                        | 0    | Distrutto a causa di un errore di configurazione nella fase di test. |
| SN4   | Marzo 2020         | Maggio 2020      | Distrutto                        | 0    | Completato 5 static fire Raptor. Primo prototipo a superare il test di pressione criogenica e lo static fire del Raptor. È stato distrutto il 29 maggio 2020 dopo uno static fire. |
| SN5   | Aprile 2020        | Giugno 2020      | Ritirato                         | 1    | Primo prototipo ad effettuare un volo di 150 mt. Smantellato nel Gennaio 2021 |
| SN6   | Maggio 2020        | Luglio 2020      | Ritirato                         | 1    | Secondo prototipo ad effettuare un volo di 150 mt. |
| SN7   | Maggio 2020        | Giugno 2020      | Distrutto                        | 0    | Serbatoio di prova. |
| SN7.1 | Luglio 2020        | Settembre 2020   | Distrutto                        | 0    | Serbatoio di prova. |
| SN7.2 |                    | Gennaio 2021     | In fase di collaudo              | 0    | Serbatoio di prova. |
| SN8   | Luglio 2020        | Novembre 2020    | Distrutto                        | 1    | Primo prototipo ad essere completamente assemblato. Effettuò un volo di prova il 9 dicembre 2020 dimostrando, con successo, i principali obiettivi del test. Esplose in fase di atterraggio a causa della bassa pressione del propollente all'interno del serbatoio di testa, risultando in una rapida velocità di discesa. |
| SN9   | Agosto 2020        | Dicembre 2020    | Distrutto                        | 1    | Secondo prototipo ad essere completamente assemblato. SN9 è il "gemello" dell'SN8 ma, come riferito da Musk, con piccole migliorie inerenti al cablaggio, alla maturità dei motori e alla qualità e robustezza delle saldature. L'11 dicembre il supporto all'interno dell'High Bay ha ceduto, causando l'inclinamento di SN9. Dopo le riparazioni fu trasferito sulla piattaforma di lancio B per avviare le fasi di collaudo. Il 6 gennaio fu effettuato un test di accensione statica. Il 2 febbraio 2021 esplose in fase di atterraggio come il suo predecessore SN8 |
| SN10  | Settembre 2020     | Gennaio 2021     | Distrutto                        | 1    | Assemblaggio iniziato a settembre 2020. Il 29 gennaio 2021 fu trasferito nel sito di lancio, contemporaneamente alla presenza del prototipo SN9. Primo prototipo ad essere riuscito a completare la manovra di atterraggio controllato. Esploso poco dopo a causa di una perdita di metano, dovuto ad un atterraggio brusco. |
| SN11  | Settembre 2020     | Marzo 2021       | Distrutto                        | 1    | Esploso in volo dopo 5.49 minuti di volo. |
| SN12  | Settembre 2020     | N/A              | Disassemblato e smaltito         | 0    | Assemblaggio iniziato a settembre 2020, interrotto nel gennaio 2021. Le parti già realizzate sono state disassemblate e smaltite. |
| SN14  | Ottobre 2020       | N/A              | Disassemblato e smaltito         | 0    | Assemblaggio iniziato a ottobre 2020, interrotto nel gennaio 2021. Le parti già realizzate sono state disassemblate e smaltite. |
| SN15  | Novembre 2020      | Aprile 2021      | Atterrato                        | 1    | Assemblaggio iniziato a novembre 2020. In un tweet, Musk annunciò importanti migliorie a partire da questo prototipo. Il 9 aprile 2021 fu trasferito a Pad A. Primo prototipo ad essere riuscito a completare la manovra di atterraggio controllato senza esplodere successivamente. Trasferito all'ingresso del sito. |
| SN16  | Dicembre 2020      | N/A              | Trasferito all'ingresso del sito | 0    | Assemblaggio iniziato a dicembre 2020. Dopo il successo di SN15 è stato trasferito all'ingresso del sito nell'area "memoriale". |
| SN17  | Dicembre 2020      | N/A              | Smantellato                      | 0    | Assemblaggio iniziato a dicembre 2020 e interrotto nei mesi successivi. |
| SN18  | Gennaio 2021       | N/A              | Smantellato                      | 0    | Assemblaggio iniziato a gennaio 2021 e interrotto nei mesi successivi. |
| SN19  | Gennaio 2021       | N/A              | Smantellato                      | 0    | Assemblaggio iniziato a gennaio 2021 e interrotto nei mesi successivi. |
| S20   | Marzo 2021         | Agosto 2021      | Test effettuati                  | 0    | A conclusione dell'assemblaggio, SN20 e BN4 sono stati impilati sul pad orbitale per un fit check il 6 agosto 2021 per poi essere successivamente separati e riportati al sito di produzione per ulteriori lavori e la rimozione dei motori Raptor. Tra il 2021 e il 2022 S20 ha effettuato 5 test criogenici e 4 testi di accensione statica dei motori, prima di essere decommissionata. Da S20 in poi i prototipi vengono identificati con la sola lettera S (Ship).                                                                                                  |
| S21   | Luglio 2021        | N/A              | Smantellato                      | 0    | Assemblaggio iniziato a luglio 2021 e interrotto nei mesi successivi. |
| S22   | Settembre 2021     | N/A              | Trasferito all'ingresso del sito | 0    | Assemblaggio iniziato a settembre 2021 e e trasferito nel memoriale a febbraio 2022. |
| S23   | Novembre 2021      | N/A              | Smantellato                      | 0    | Assemblaggio iniziato a novembre 2021 e interrotto nei mesi successivi. |
| S24   | Novembre 2021      | Maggio 2022      | Test in corso                    | 0    | Primo prototipo ad essere dotato di una sperimentale porta cargo per il rilascio di satelliti Starlink. Il prototipo, destinato ad essere il primo ad effettuare il volo orbitale, ha effettuato fino ad agosto 2022, 3 test criogenici e 1 test di accensione statica. |

## Prototipi di SuperHeavy

### Prototipo BN1
Elementi del primo prototipo sono stati avvistati a fine settembre 2020. Il successivo novembre gli elementi circolari del SuperHeavy vengono trasferiti nel completata High Bay per avviare le operazioni di assemblaggio. Intorno al 16 novembre è iniziato nella High Bay l’assemblaggio di SuperHeavy BN1. I lavori di installazione terminarono a marzo 2021.

### Elenco prototipi
| Nome | Inizio costruzione | Fine costruzione | Stato           | Voli | Note |
| ---- | ------------------ | ---------------- | --------------- | ---- | --- |
| BN1  | Settembre 2020     | N/A              | smantellato     | 0    | |
| BN2  | 2020               | N/A              | smantellato     | 0    | |
| B3   | Gennaio 2021       | Giugno 2021      | Test effettuati | 0    | Inizialmente identificato come BN2, è stato successivamente denominato B3. Prima di essere decommissionato e disassemblato ad agosto 2021, B3 è stato sottoposto ad un test criogenico e un test di accensione statica con tre motori Raptor.                                                                      |
| B4   | Luglio 2021        | Agosto 2021      | Test effettuati | 0    | Dopo essere stato completato, fu trasferito al sito di lancio per essere assemblato, per la prima volta nella storia del veicolo, alla Starship sulla piattaforma di lancio orbitale. B3 è stato sottoposto a 5 test criogenici prima di essere decommissionato a giugno 2022 e trasferito nel giardino memoriale. |
| B5   | Agosto 2021        | N/A              | Smantellato     | 0    | Quasi al termine della realizzazione, il prototipo fu smantellato. |
| B6   | Agosto 2021        | N/A              | Smantellato     | 0    | Smantellato dopo essere stato utilizzato solo parzialmente come serbatoio di prova. |
| B7   | Settembre 2021     | Marzo 2022       | Test in corso   | 0    | Scelto per essere il primo prototipo ad effettuare un volo orbitale con S24, è stato sottoposto ad una campagna di test a partire da aprile 2022. Fino ad agosto 2022 ha effettuato 5 test criogenici con successo e 2 test di accensione statica.                                                                 |

## Elenco dei lanci di collaudo

### Starhopper
| Volo N° | Data e Ora (UTC)                                                         | Sito di lancio | Numero seriale | Altezza   | Durata     | Esito missione | Esito missione |
| Volo N° | Data e Ora (UTC)                                                         | Sito di lancio | Numero seriale | Altezza   | Durata     | Lancio         | Atterraggio    |
| ------- | ------------------------------------------------------------------------ | -------------- | -------------- | --------- | ---------- | -------------- | -------------- |
| 1       | 5 aprile 2019                                                            | Boca Chica     | Starhopper     | ∼ 1 metro |            | Riuscito       | -              |
| 1       | Primo volo vincolato con un raptor SN2.                                  |                |                |           |            |                |                |
| 2       | 26 luglio 2019                                                           | Boca Chica     | Starhopper     | 20 metri  | 22 secondi | Riuscito       | Riuscito       |
| 2       | Primo volo libero con un raptor SN6.                                     |                |                |           |            |                |                |
| 3       | 27 agosto 2019 22:00                                                     | Boca Chica     | Starhopper     | 150 metri | 57 secondi | Riuscito       | Riuscito       |
| 3       | Volo con un raptor SN6. Dopo questo test lo Starhopper è stato ritirato. |                |                |           |            |                |                |

### Starship
| Volo N° | Data e Ora (UTC) | Sito di lancio | Numero seriale | Altezza     | Durata                | Esito missione | Esito missione |
| Volo N° | Data e Ora (UTC) | Sito di lancio | Numero seriale | Altezza     | Durata                | Lancio         | Atterraggio    |
| ------- | --- | -------------- | -------------- | ----------- | --------------------- | -------------- | -------------- |
| 1       | 4 agosto 2020 23:57 | Boca Chica     | SN5            | 150 metri   | 45 secondi            | Riuscito       | Riuscito       |
| 1       | Primo volo di un prototipo di Starship, effettuato con un raptor RSN27. |                |                |             |                       |                |                |
| 2       | 3 settembre 2020 17:47 | Boca Chica     | SN6            | 150 metri   | 45 secondi            | Riuscito       | Riuscito       |
| 2       | Test precedentemente programmato per il 30 agosto ma rimandato a causa di vento forte. Volo di prova effettuato con un raptor RSN29. |                |                |             |                       |                |                |
| 3       | 9 dicembre 2020 22:45 decollo, 22:52 tentativo di atterraggio | Boca Chica     | SN8            | 12500 metri | 6 minuti 42 secondi   | Riuscito       | Fallito        |
| 3       | Primo test di volo ad alta quota realizzato con un prototipo completo di Starship con 3 motori Raptor (RSN 30, RSN 36 e RSN 42). Furono dimostrati, con successo, i principali obiettivi del test. Esplose in fase di atterraggio a causa di un calo di pressione del propellente all'interno del serbatoio di testa, risultando in una velocità di discesa eccessiva . |                |                |             |                       |                |                |
| 4       | 3 febbraio 2021 21:27 decollo, 21:34 tentativo di atterraggio | Boca Chica     | SN9            | 10000 metri | 6 minuti e 26 secondi | Riuscito       | Fallito        |
| 4       | Secondo test di volo ad alta quota realizzato con un prototipo completo di Starship equipaggiato con 3 motori Raptor (RSN 45, RSN 48 e RSN 49). Furono dimostrati, con successo, i principali obiettivi del test. Esplose in fase di atterraggio a causa dello spegnimento di un motore, risultando in una velocità di discesa eccessiva e in un assetto di atterraggio errato. |                |                |             |                       |                |                |
| 5       | 4 marzo 2021 00:18 decollo, 00:24 atterraggio e 00:31 esplosione | Boca Chica     | SN10           | 10000 metri | 6 minuti e 30 secondi | Riuscito       | Parziale       |
| 5       | Terzo test di volo ad alta quota realizzato con un prototipo completo di Starship, equipaggiato con 3 motori Raptor (RSN 39, RSN 51 e RSN 56). Primo prototipo a completare la manovra di atterraggio, pur non rientrando nelle specifiche: la velocità di discesa eccessiva e il malfunzionamento di alcune zampe di atterraggio causò danni strutturali gravi al veicolo, che esplose pochi minuti dopo l'atterraggio a causa della rottura serbatoio principale con conseguente perdita di metano. |                |                |             |                       |                |                |
| 6       | 30 marzo 2021, 15:00 decollo, 15:05 esplosione in volo | Boca Chica     | SN11           | 10000 metri | 5 minuti e 49 secondi | Riuscito       | Fallito        |
| 6       | Quarto test di volo ad alta quota realizzato con un prototipo completo di Starship, equipaggiato con 3 motori Raptor. Dopo circa 5 minuti di volo il prototipo esplose a causa di una brusca combustione che si verificò nella Turbopompa si verificò del motore Raptor numero 2 (RSN 52). |                |                |             |                       |                |                |
| 7       | 6 maggio 2021 00:25 decollo, 00:31 atterraggio | Boca Chica     | SN15           | 10000 metri | 6 minuti e 8 secondi  | Riuscito       | Riuscito       |
| 7       | Il test avvenne durante il 60º anniversario del primo volo suborbitale di Alan Shepard, primo americano nello spazio. Primo prototipo di 2ª generazione, dopo 6 minuti e 8 secondi il prototipo atterrò con successo, diventando il primo prototipo a completare tutte le fasi del test senza esplodere. |                |                |             |                       |                |                |
| 8       | NET 2022 | Boca Chica     | S24            | Orbitale    |                       | Programmato    | Programmato    |
| 8       | Programmato come primo test orbitale, insieme al booster B7. |                |                |             |                       |                |                |

### Super Heavy
| Volo N° | Data e Ora (UTC)                                                | Sito di lancio | Numero seriale | Altezza | Durata | Esito missione | Esito missione |
| Volo N° | Data e Ora (UTC)                                                | Sito di lancio | Numero seriale | Altezza | Durata | Lancio         | Atterraggio    |
| ------- | --------------------------------------------------------------- | -------------- | -------------- | ------- | ------ | -------------- | -------------- |
| 1       | NET 2022                                                        | Boca Chica     | B7             |         |        | Riuscito       | Riuscito       |
| 1       | programmato come primo test orbitale insieme alla Starship S24. |                |                |         |        |                |                |